# Voleibol nos Jogos Olímpicos de Verão de 2008
As competições de voleibol nos Jogos Olímpicos de Verão de 2008 foram disputadas entre 9 e 24 de agosto em Pequim, na China. Os jogos ocorreram no Ginásio Indoor da Capital e no Ginásio do Instituto de Tecnologia de Pequim.

## Calendário
| Agosto             | 6 | 7 | 8 | 9 | 10 | 11 | 12 | 13 | 14 | 15 | 16 | 17 | 18 | 19 | 20 | 21 | 22 | 23 | 24 |
| ------------------ | - | - | - | - | -- | -- | -- | -- | -- | -- | -- | -- | -- | -- | -- | -- | -- | -- | -- |
| Voleibol de quadra |   |   |   |   |    |    |    |    |    |    |    |    |    |    |    |    |    | 1  | 1  |

|  | Dia de competição |  | Dia de final |

## Eventos
Ao todo, os eventos de voleibol distribuiram seis medalhas, três por evento:
- Masculino (12 equipes)
- Feminino (12 equipes)

## Medalhistas
| Evento             | Ouro | Prata | Bronze |
| ------------------ | --- | --- | --- |
| Masculino detalhes | Lloy Ball Sean Rooney David Lee Rich Lambourne William Priddy Ryan Millar Riley Salmon Clay Stanley Kevin Hansen Gabriel Gardner Scott Touzinsky Thomas Hoff USA Estados Unidos                                   | Bruno Rezende Marcelo Elgarten André Heller Samuel Fuchs Gilberto Godoy Filho Murilo Endres André Nascimento Sérgio Dutra Santos Anderson Rodrigues Gustavo Endres Rodrigo Santana Dante Amaral BRA Brasil | Aleksandr Korneev Semen Poltavskiy Aleksandr Kosarev Sergey Grankin Sergey Tetyukhin Vadim Khamuttskikh Yuri Berezhko Aleksey Ostapenko Aleksandr Volkov Alexey Verbov Maxim Mikhaylov Alexey Kuleshov RUS Rússia |
| Feminino detalhes  | Paula Pequeno Carolina Albuquerque Sheilla Castro Walewska Oliveira Marianne Steinbrecher Thaísa Menezes Hélia Souza Fabiana Alvim Jaqueline Carvalho Welissa Gonzaga Fabiana Claudino Valeska Menezes BRA Brasil | Danielle Scott-Arruda Ogonna Nnamani Tayyiba Haneef-Park Lindsey Berg Stacy Sykora Nicole Davis Heather Bown Jennifer Joines Kim Glass Robyn Ah Mow-Santos Kim Willoughby Logan Tom USA Estados Unidos     | Wang Yimei Feng Kun Yang Hao Liu Yanan Wei Qiuyue Xu Yunli Zhou Suhong Xue Ming Li Juan Zhang Na Ma Yunwen Zhao Ruirui CHN China                                                                                  |

## Quadro de medalhas
| Ordem | País               | Medalha de ouro | Medalha de prata | Medalha de bronze |   | Ordem por total |
| ----- | ------------------ | --------------- | ---------------- | ----------------- | - | --------------- |
| 1     | BRA Brasil         | 1               | 1                |                   | 2 | 1               |
| 1     | USA Estados Unidos | 1               | 1                |                   | 2 | 1               |
| 3     | CHN China          |                 |                  | 1                 | 1 | 3               |
| 4     | RUS Rússia         |                 |                  | 1                 | 1 | 3               |
| TOTAL | TOTAL              | 2               | 2                | 2                 | 6 | —               |